# Acranthera anamallica
Acranthera anamallica är en måreväxtart som beskrevs av Richard Henry Beddome. Acranthera anamallica ingår i släktet Acranthera och familjen måreväxter. Inga underarter finns listade i Catalogue of Life.